# Stanislas Deriemaeker

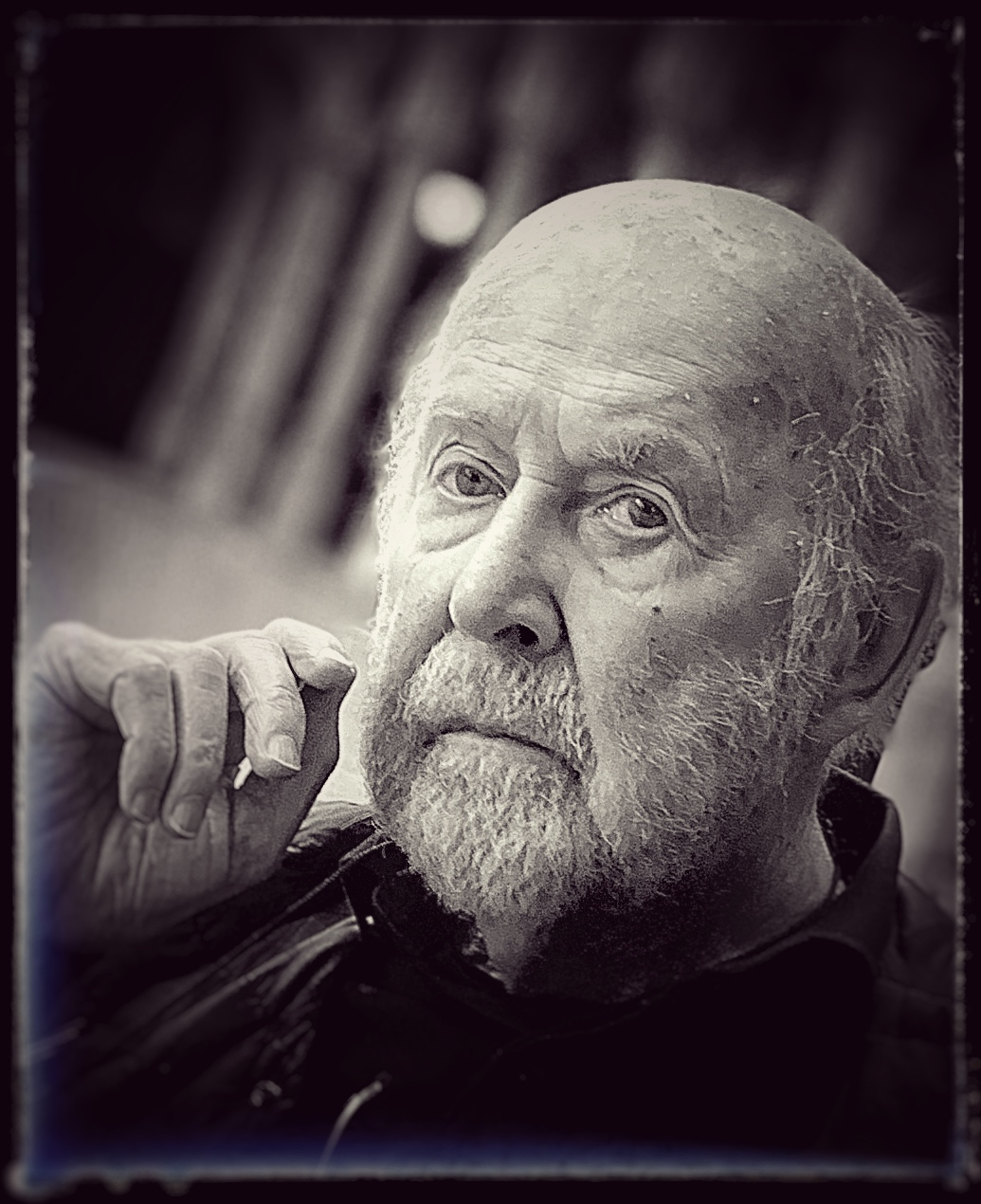
Stanislas Deriemaeker

Stanislas Deriemaeker (* 26. Januar 1932 in Nukerke; † 11. Juli 2024) war ein belgischer Organist und Musikpädagoge.
Deriemaker studierte am Königlichen Musikkonservatorium in Gent, wo er Orgelschüler von Gabriel Verschraegen war. Er erhielt Preise beim Internationalen Improvisationswettbewerb 1958 und 1960 in Haarlem und beim Internationalen Bachwettbewerb 1959 in Gent. Ab 1960 war er Organist an der Sint-Jozefskerk von 1962 bis 2002 an der Schyven-Orgel der Kathedrale von Antwerpen. Hier begründete er 1963 die jährlichen Kathedralenkonzerte. Sein Nachfolger wurde sein Schüler Peter Van de Velde.
Bereits seit 1954 unterrichtete Deriemaeker Orgel am Konservatorium von Gent, außerdem von 1959 bis 1967 Musikgeschichte an der Städtischen Musikakademie in Dendermonde. Von 1965 bis 1968 war er Orgellehrer am Lemmens-Instituut. 1966 wurde er Dozent für Musikanalyse und -wissenschaft an der Katholischen Universität Löwen; 1968 folgte er Flor Peeters als Professor für Orgel am Koninklijk Vlaams Muziekconservatorium in Antwerpen nach und lehrte dort bis 1996.
Deriemaeker unternahm Konzertreisen durch Europa und die USA, Japan und die Philippinen. Er spielte Aufnahmen sowohl an der Schyven- als auch an der Metzler-Orgel der Kathedrale von Antwerpen ein.